# Jujutsu tại Đại hội Thể thao Đông Nam Á 2023
Jujitsu tại Đại hội Thể thao Đông Nam Á năm 2023 được tổ chức tại Sảnh B, Trung tâm Hội nghị Chroy Changvar, Phnôm Pênh, Campuchia từ ngày 4 đến ngày 7 tháng 5 năm 2023. Giải đấu bao gồm tổng cộng 13 nội dung thi đấu, thu hút sự tham gia của các vận động viên đến từ nhiều quốc gia trong khu vực.

## Bảng huy chương
| Hạng               | Đoàn               | Vàng | Bạc | Đồng | Tổng số |
| ------------------ | ------------------ | ---- | --- | ---- | ------- |
| 1                  | Thái Lan           | 6    | 2   | 5    | 13      |
| 2                  | Campuchia          | 3    | 5   | 1    | 9       |
| 3                  | Philippines        | 3    | 1   | 8    | 12      |
| 4                  | Việt Nam           | 1    | 2   | 9    | 12      |
| 5                  | Singapore          | 1    | 1   | 2    | 4       |
| 6                  | Lào                | 0    | 1   | 0    | 1       |
| 7                  | Malaysia           | 0    | 0   | 1    | 1       |
| Tổng số (7 đơn vị) | Tổng số (7 đơn vị) | 14   | 12  | 26   | 52      |

## Tóm tắt kết quả

### Biểu diễn
| Nội dung             | Vàng                                                 | Bạc                                           | Đồng                                                                    |
| -------------------- | ---------------------------------------------------- | --------------------------------------------- | ----------------------------------------------------------------------- |
| Biểu diễn đôi nam    | Campuchia · Kongmona Mithora · Touch Pikada          | Thái Lan · Nawin Kokaew · Panuwat Deeyatam    | Philippines · Jan Harvey Navarro · Karl Dale Navarro                    |
| Biểu diễn đôi nam    | Campuchia · Kongmona Mithora · Touch Pikada          | Thái Lan · Nawin Kokaew · Panuwat Deeyatam    | Việt Nam · Ma Đình Khải · Trịnh Kế Dương                                |
| Biểu diễn nam        | Campuchia · Kongmona Mithora · Touch Pikada          | —                                             | Philippines · Jayson Cayabyab Cayari · Raymond Percival Reyes Villaraza |
| Biểu diễn nam        | Thái Lan · Charatchai Kitpongsri · Warut Netpong     | —                                             | Việt Nam · Phan Hữu Thắng · Nguyễn Văn Đức                              |
|                      |                                                      |                                               |                                                                         |
| Biểu diễn đôi nữ     | Thái Lan · Kanyarat Phaophan · Panyaporn Phaophan    | Campuchia · Heng Seavheang · Tin Sovanlina    | Việt Nam · Nguyễn Minh Phương · Hoàng Thị Lan Hương                     |
| Biểu diễn đôi nữ     | Thái Lan · Kanyarat Phaophan · Panyaporn Phaophan    | Campuchia · Heng Seavheang · Tin Sovanlina    | Philippines · Andrea Camille Manalo Divina · Louann Jindani Gutierrez   |
| Biểu diễn nữ         | Thái Lan · Kunsatri Kumsroi · Suphawadee Kaeosrasaen | Campuchia · Heng Seavheang · Tin Sovanlina    | Philippines · Dianne Ruado Bargo · Isabela Dominique Montaña            |
| Biểu diễn nữ         | Thái Lan · Kunsatri Kumsroi · Suphawadee Kaeosrasaen | Campuchia · Heng Seavheang · Tin Sovanlina    | Việt Nam · Nguyễn Minh Phương · Hoàng Thị Lan Hương                     |
|                      |                                                      |                                               |                                                                         |
| Biểu diễn đôi nam nữ | Thái Lan · Lalita Yuennan · Warawut Saengsriruang    | Campuchia · Heng Seavheang · Kongmona Mithora | Việt Nam · Sái Công Nguyên · Lương Ngọc Trà                             |
| Biểu diễn đôi nam nữ | Thái Lan · Lalita Yuennan · Warawut Saengsriruang    | Campuchia · Heng Seavheang · Kongmona Mithora | Philippines · Christopher Medina Gallego · Estie Gay Dulnuan Liwanen    |
| Biểu diễn hỗn hợp    | Thái Lan · Areewan Chansri · Ratcharat Yimprai       | Campuchia · Sor Sophanuth · Tin Sovanlina     | Philippines · Ian Patrick Baluyut Gurrobat · Leslygomez Romero          |
| Biểu diễn hỗn hợp    | Thái Lan · Areewan Chansri · Ratcharat Yimprai       | Campuchia · Sor Sophanuth · Tin Sovanlina     | Việt Nam · Trịnh Kế Dương · Lương Ngọc Trà                              |

### Đối kháng
| Hạng cân                   | Vàng                                     | Bạc                              | Đồng                                      |
| -------------------------- | ---------------------------------------- | -------------------------------- | ----------------------------------------- |
| Men's ne-waza gi 62 kg     | Suwijak Kuntong · Thái Lan               | Cấn Văn Thắng · Việt Nam         | Amirul Syafiq Bin Shah Eran · Singapore   |
| Men's ne-waza gi 62 kg     | Suwijak Kuntong · Thái Lan               | Cấn Văn Thắng · Việt Nam         | Myron Myles Medina Mangubat · Philippines |
| Men's ne-waza gi 69 kg     | Noah Lim · Singapore                     | Jedidah Phomsavath Slayman · Lào | Hour Senghong · Campuchia                 |
| Men's ne-waza gi 69 kg     | Noah Lim · Singapore                     | Jedidah Phomsavath Slayman · Lào | Adam Akaksyah · Malaysia                  |
| Men's ne-waza nogi 56 kg   | Đào Hồng Sơn · Việt Nam                  | Tang Yong Siang · Singapore      | Jan Vincent Ferrer Cortez · Philippines   |
| Men's ne-waza nogi 56 kg   | Đào Hồng Sơn · Việt Nam                  | Tang Yong Siang · Singapore      | Komkrit Keadnin · Thái Lan                |
| Men's ne-waza nogi 69 kg   | Marc Alexander Foronda Lim · Philippines | Đặng Đình Tùng · Việt Nam        | Noah Lim · Singapore                      |
| Men's ne-waza nogi 69 kg   | Marc Alexander Foronda Lim · Philippines | Đặng Đình Tùng · Việt Nam        | Kunnapong Hasdee · Thái Lan               |
|                            |                                          |                                  |                                           |
| Women's ne-waza gi 52 kg   | Jenna Kaila Napolis · Philippines        | Jessa Khan · Campuchia           | Nuchanat Singchalad · Thái Lan            |
| Women's ne-waza gi 52 kg   | Jenna Kaila Napolis · Philippines        | Jessa Khan · Campuchia           | Đặng Thị Huyền · Việt Nam                 |
| Women's ne-waza nogi 52 kg | Jessa Khan · Campuchia                   | Meggie Ochoa · Philippines       | Benyatip Phumthong · Thái Lan             |
| Women's ne-waza nogi 52 kg | Jessa Khan · Campuchia                   | Meggie Ochoa · Philippines       | Phùng Thị Huệ · Việt Nam                  |
| Women's ne-waza nogi 57 kg | Annie Ramirez · Philippines              | Orapa Senatham · Thái Lan        | Lê Thị Thương · Việt Nam                  |
| Women's ne-waza nogi 57 kg | Annie Ramirez · Philippines              | Orapa Senatham · Thái Lan        | Mab Sokhouy · Campuchia                   |

## Kết quả

### Nam
Biểu diễn
| Đoàn        | Điểm | Hạng |
| ----------- | ---- | ---- |
| Thái Lan    | 46.5 | 1    |
| Campuchia   | 46   | 2    |
| Philippines | 41   | 3    |
| Việt Nam    | 40.5 | 3    |

Đôi
| Đoàn        | Pld | W | L | D | P |
| ----------- | --- | - | - | - | - |
| Campuchia   | 3   | 3 | 0 | 0 | 3 |
| Thái Lan    | 3   | 2 | 1 | 0 | 2 |
| Việt Nam    | 3   | 1 | 2 | 0 | 1 |
| Philippines | 3   | 0 | 3 | 0 | 0 |

Ne-waza gi - 62 kg
Ne-waza gi - 69 kg
|  | Vòng 1/8                         | Vòng 1/8 |  |  | Vòng 1/4                         | Vòng 1/4 |                                  |   | Chung kết               | Chung kết |  |
|  |                                  |          |  |  |                                  |          |                                  |   |                         |           |  |
|  |                                  |          |  |  | Hour Senghong (CAM)              | 0        |                                  |   |                         |           |  |
|  | Jedidah Phomsavath Slayman (LAO) | 4        |  |  | Jedidah Phomsavath Slayman (LAO) | 50       |                                  |   |                         |           |  |
|  | Michael Espinosa Tiu (PHI)       | 2        |  |  |                                  |          |                                  |   | Noah Tian Run Lim (SGP) | 50        |  |
|  | Huu Kang Nguyen (VIE)            | 0        |  |  |                                  |          | Jedidah Phomsavath Slayman (LAO) | 0 |                         |           |  |
|  | Noah Tian Run Lim (SGP)          | 50       |  |  | Noah Tian Run Lim (SGP)          | 4        |                                  |   |                         |           |  |
|  | Sukitpeerarat Jantanakha (THA)   | 0        |  |  | Adamn Akaksyah (MAS)             | 0        |                                  |   |                         |           |  |
|  | Adamn Akaksyah (MAS)             | 5        |  |  |                                  |          |                                  |   |                         |           |  |

|  | Tranh huy chương đồng      |  |  |
|  |                            |  |  |
|  | Michael Espinosa Tiu (PHI) |  |  |
|  | Hour Senghong (CAM)        |  |  |

|  | Tranh huy chương đồng |  |  |
|  |                       |  |  |
|  | Huu Kang Nguyen (VIE) |  |  |
|  | Adamn Akaksyah (MAS)  |  |  |

### Nữ
Show
| Đoàn        | Điểm | Hạng |
| ----------- | ---- | ---- |
| Thái Lan    | 48   | 1    |
| Campuchia   | 42.5 | 2    |
| Philippines | 40   | 3    |
| Việt Nam    | 40   | 3    |

Đôi
Ne-waza gi - 52 kg
| Đoàn        | Pld | W | L | D | P |
| ----------- | --- | - | - | - | - |
| Philippines | 4   | 4 | 0 | 0 | 4 |
| Campuchia   | 4   | 3 | 1 | 0 | 3 |
| Thái Lan    | 4   | 2 | 2 | 0 | 2 |
| Việt Nam    | 4   | 1 | 3 | 0 | 1 |
| Singapore   | 4   | 0 | 4 | 0 | 0 |

Ne-waza nogi - 57 kg